# Quentin Collins
Quentin Collins és el nom de molts personatges de la sèrie televisiva de terror gòtic de culte, de l'ABC, Dark Shadows. La sèrie es va gravar entre el 1966 i el 1971. Totes les variacions del personatge les va fer l'actor David Selby.

## Quentin I
El primer Quentin Collins va ser en realitat el tercer a aparèixer a la sèrie de televisió. Es va introduir a l'episodi número 1109, en una storyline coneguda com el "1840 flashback".
A la línia històrica del 1840, Quentin Collins era un dels dos germans que vivien a la gòtica Collinwood Mansion, a la ciutat de ficció de Collinsport, Maine. Nascut el 1808, el fill favorit del seu pare Daniel Collins, era el cap de la Família Collins i tenia el control sobre tota la fortuna de la família. Aquesta posició el portà a conflictes freqênts amb le seu germà, Gabriel (Christopher Pennock). Quentin es va casar amb Samantha Drew (Virginia Vestoff), amb qui va tenir un fill, Taid (David Henesy).
Quentin I, estava interessat i tenia certs poders. Va inventar un portal que ell creia que portava al futur però que en realitat portava a una altra dimensió.

## Quentin II
És el personatge principal de la sèrie. Té dues versions, una és un home-llop. Va néixer el 1870. Primer, Quentin va aparèixer com un famolent i pudorenc esperit, juntament amb el fantasma de la seva amant, Beth. Aquest personatge també estava envoltat en pràctiques de la bruixeria.

## Temps paral·lels
Quentin I i Quentin II tenen contraparts que apareixen a històries en un arc paral·lel.

## Nit de Dark Shadows
El 1971, es va fer una pel·lícula titulada Night of Dark Shadows, una seqüela de la pel·lícula de 1970, House of Dark Shadows. Ambdues, que aparentment són independents, tracten sobre el personatge de la sèrie.

## Dark Shadows audio drama
Return to Collinwood és un audio drama escrit per Jamison Selby (fill de David Selby)que se centra en el personatge de Quentin Collins.
El 2006, es va continar la sèrie d'audio-drames també protagonitzada per Quentin Collins que intenta restablir la família Collins.

## Poders i habilitats
- Coneixement de la bruixeria. Adepte i invocador.
- Com a fantasma, té importants poders paranormals que inclouen la teleportació, el conrol mental, la possessió de nens i habilitats associades a un poltergeist.
- Home llop, té el potencial de transformar-se en un llop amb molt força, rapidesa i sentit de l'olfacte, així com curació ràpida. Només se'l fereix amb armes de plata. A les nits de lluna plena es converteix en llop.
- Joventut eterna, degut a un retrat màgic que fou pintat el 1897.
- El retrat també el fa virtualment invulnerble. Però no està protegit d'atacs màgics ni mentals.

## Més informació
- Clute, John and Grant, John. The Encyclopedia of Fantasy. St. Martin's Press, 1999. p. 250. ISBN 0312198698
- Day, William Patrick. Vampire Legends in Contemporary American Culture: What Becomes a Legend Most. University Press of Kentucky, 2002. p. 177. ISBN 0813122422
- Fonseca, Anthony J. and Pulliam, June Michele. Hooked on Horror: A Guide to Reading Interests in Horror Fiction. Libraries Unlimited, 2003. p. 389. ISBN 1563089041
- Hamrick, Craig. Barnabas & Company: The Cast of the TV Classic Dark Shadows. iUniverse, 2003. p. 100. ISBN 0595290299
- Jamison, R.J. Grayson Hall: A Hard Act To Follow. p. 148. iUniverse, 2006. ISBN 0595404626
- Krensky, Stephen. Werewolves. Lerner Publications, 2007. p. 40. ISBN 0822559226
- Mansour, David. From Abba to Zoom: A Pop Culture Encyclopedia Of The Late 20th Century. Andrews McMeel Publishing, 2005. p. 109. ISBN 0740751182
- McKechnie, Donna and Lawrence, Greg. Time Steps: My Musical Comedy Life. Simon and Schuster, 2006. p 76. ISBN 0743255208
- Parker, Lara. Dark Shadows: The Salem Branch. Tor/Forge, 2006. ISBN 0765304570
- Riccardo, Martin V. Vampires Unearthed: The Complete Multi-media Vampire and Dracula Bibliography. Garland Publishing, Incorporated, 1983. p. 59. ISBN 0824091280
- Senn, Bryan and Johnson, John. Fantastic Cinema Subject Guide: A Topical Index to 2500 Horror, Science Fiction, and Fantasy Films. McFarland & Co, 1992. p. 272. ISBN 089950681X
- Terrance, Vincent. The Complete Encyclopedia of Television Programs, 1947-1979. A. S. Barnes & Company, 1979. p. 225.